# 藤本旺輝
藤本 旺輝（ふじもと おうき、1996年6月24日 - ）は、日本の俳優。かつて宝映テレビプロダクションに所属。

## 出演

### テレビドラマ
- 金曜時代劇「御宿かわせみ」（2005年、NHK総合）
- 連続テレビ小説「純情きらり」（2006年、NHK総合）
- 大河ドラマ「天地人」（2009年、NHK総合）
- 夕陽ヶ丘の探偵団（2007年12月31日、NHK教育）
- 受験の神様（2007年、日本テレビ）
- はだしのゲン（2007年、フジテレビ）
- 水曜ミステリー9「銀座高級クラブママvs熱海老舗旅館女将」（2005年11月30日、テレビ東京）
- 万年球拾い少年（TOKYO MX）タカオ役
- 東京ゴーストトリップ（2008年、TOKYO MX）まさき役
- ダイワ・証券情報TV「楽しく学ぼう! 証券タイム@TV」（SKY PerfecTV! ch766）

### バラエティ
- カスペ!「現役教師1000人大告白!先生だって人間なんだSP2」（2005年、フジテレビ）
- いつみても波瀾万丈（日本テレビ）再現VTR
- ポケモンサンデー（テレビ東京）
- えいごでしゃべらないとJr.（2008年 - 2009年、NHK教育）

### CM
- ポッカレモン100

### 映画
- 岸和田少年愚連隊（2005年）
- 奇談（2005年）
- 地下鉄に乗って（2006年、松竹）長谷部一樹役
- ありがとう（2006年、東映）
- 劇場版 超・仮面ライダー電王&ディケイド NEOジェネレーションズ 鬼ヶ島の戦艦（2009年、東映）ケンジ役
- わさお(2011年)ヨーヘイ役

### 舞台
- 劇団青年座「あおげばとおとし」